# Toxomerus ecuadoreus
Toxomerus ecuadoreus är en tvåvingeart som först beskrevs av Hull 1943.  Toxomerus ecuadoreus ingår i släktet Toxomerus och familjen blomflugor.
Artens utbredningsområde är Ecuador. Inga underarter finns listade i Catalogue of Life.